# GLRA2
GLRA2 (англ. Glycine receptor alpha 2) – білок, який кодується однойменним геном, розташованим у людей на X-хромосомі. Довжина поліпептидного ланцюга білка становить 452 амінокислот, а молекулярна маса — 52 002.
| 10         |  | 20         |  | 30         |  | 40         |  | 50         |
| ---------- |  | ---------- |  | ---------- |  | ---------- |  | ---------- |
| MNRQLVNILT |  | ALFAFFLETN |  | HFRTAFCKDH |  | DSRSGKQPSQ |  | TLSPSDFLDK |
| LMGRTSGYDA |  | RIRPNFKGPP |  | VNVTCNIFIN |  | SFGSVTETTM |  | DYRVNIFLRQ |
| QWNDSRLAYS |  | EYPDDSLDLD |  | PSMLDSIWKP |  | DLFFANEKGA |  | NFHDVTTDNK |
| LLRISKNGKV |  | LYSIRLTLTL |  | SCPMDLKNFP |  | MDVQTCTMQL |  | ESFGYTMNDL |
| IFEWLSDGPV |  | QVAEGLTLPQ |  | FILKEEKELG |  | YCTKHYNTGK |  | FTCIEVKFHL |
| ERQMGYYLIQ |  | MYIPSLLIVI |  | LSWVSFWINM |  | DAAPARVALG |  | ITTVLTMTTQ |
| SSGSRASLPK |  | VSYVKAIDIW |  | MAVCLLFVFA |  | ALLEYAAVNF |  | VSRQHKEFLR |
| LRRRQKRQNK |  | EEDVTRESRF |  | NFSGYGMGHC |  | LQVKDGTAVK |  | ATPANPLPQP |
| PKDGDAIKKK |  | FVDRAKRIDT |  | ISRAAFPLAF |  | LIFNIFYWIT |  | YKIIRHEDVH |
| KK         |  |            |  |            |  |            |  |            |

A: Аланін

C: Цистеїн

D: Аспарагінова кислота

E: Глутамінова кислота

F: Фенілаланін

G: Гліцин

H: Гістидин

I: Ізолейцин

K: Лізин

L: Лейцин

M: Метіонін

N: Аспарагін

P: Пролін

Q: Глутамін

R: Аргінін

S: Серин

T: Треонін

V: Валін

W: Триптофан

Кодований геном білок за функціями належить до рецепторів, іонних каналів, хлорних каналів, фосфопротеїнів. 
Задіяний у таких біологічних процесах, як транспорт іонів, транспорт, альтернативний сплайсинг. 
Білок має сайт для зв'язування з іонами металів, іоном цинку, хлоридом. 
Локалізований у клітинній мембрані, мембрані, клітинних контактах, клітинних відростках, синапсах.